# Haik (roupa)

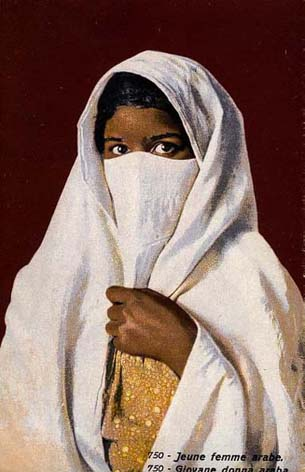
Haik, postal de 1910.

O haik ou haique é uma peça de vestuário feminino tradicional do Magreb, consistindo numa longa peça de pano fino de algodão, seda ou lã, que media uns 5 metros de comprimento por 1,6 metros de largura. Usa-se sempre sobre a roupa, ao sair da casa, enrolando-se de tal maneira que cobre o corpo por completo, da cabeça aos tornozelos, deixando unicamente à vista a cara ou os olhos. O pescoço e o peito eram protegidos por um lenço, o litam. O haik mantinha-se fechado com uma mão. Podia ser de cor lisa, normalmente branco, ou estampado.

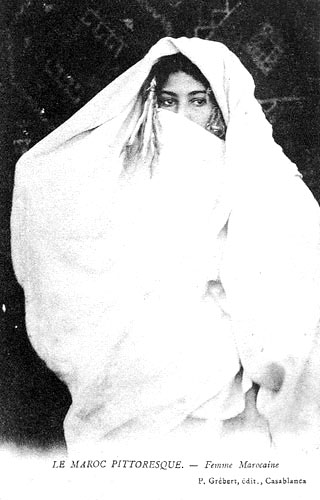
Mulher marroquina usando um haik (cerca de 1900)

Esta peça de vestuário remonta à época árabe, desde a conquista muçulmana, tendo sido substituído, desde finais do século XX pelo moderno hijabe, e em Marrocos pela jelaba.